# Выдержка говядины

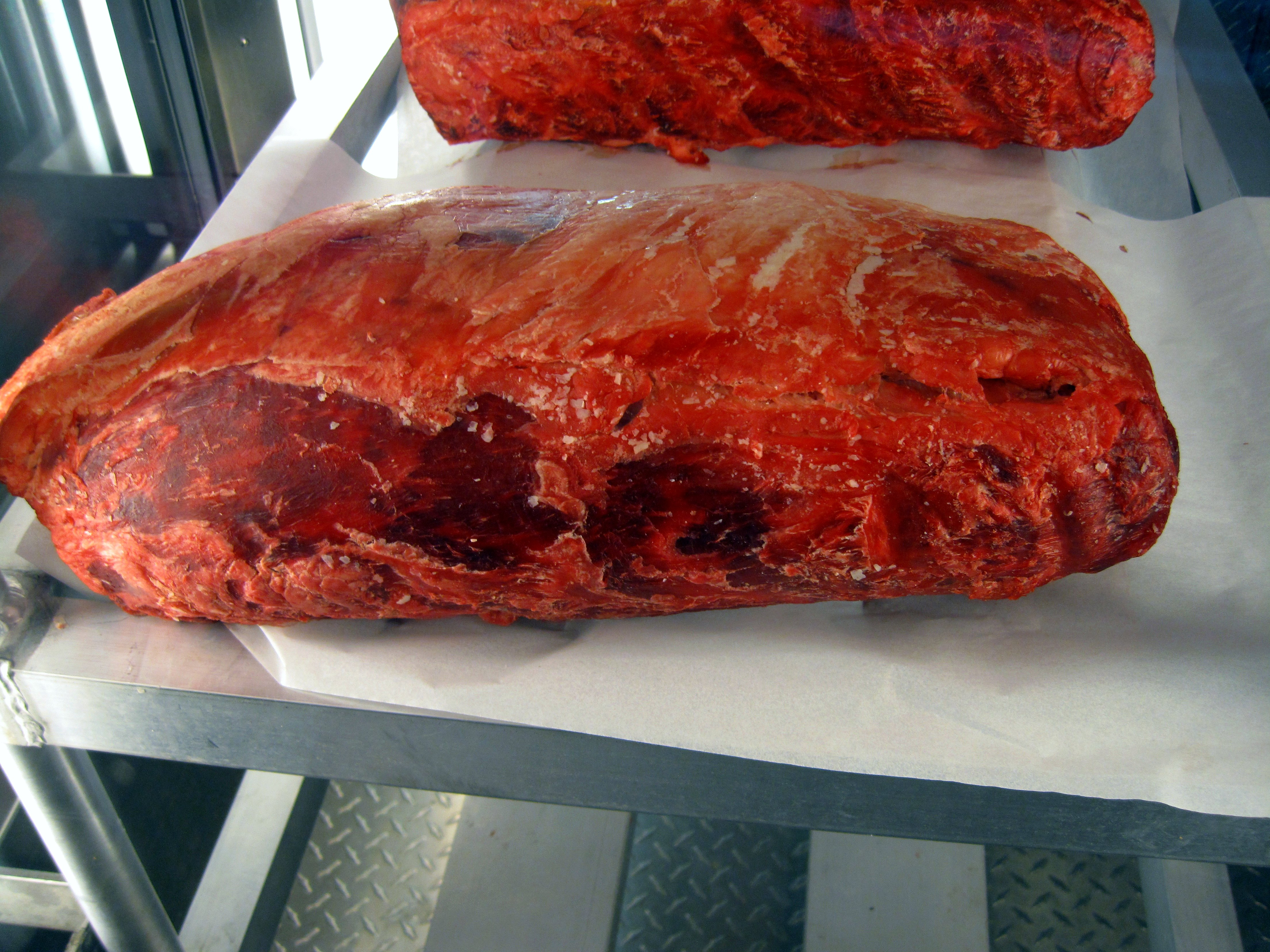
Говядина сухой выдержки.

Выдержка мяса (также созревание, вызревание, ферментация) — подготовка мяса с использованием начальных стадий автолиза перед его температурной обработкой, чаще применяется при приготовлении стейков.
Выделяют четыре типа выдержки мяса:
- сухая;
- влажная;
- комбинированная;
- химическая.

## Сухая выдержка

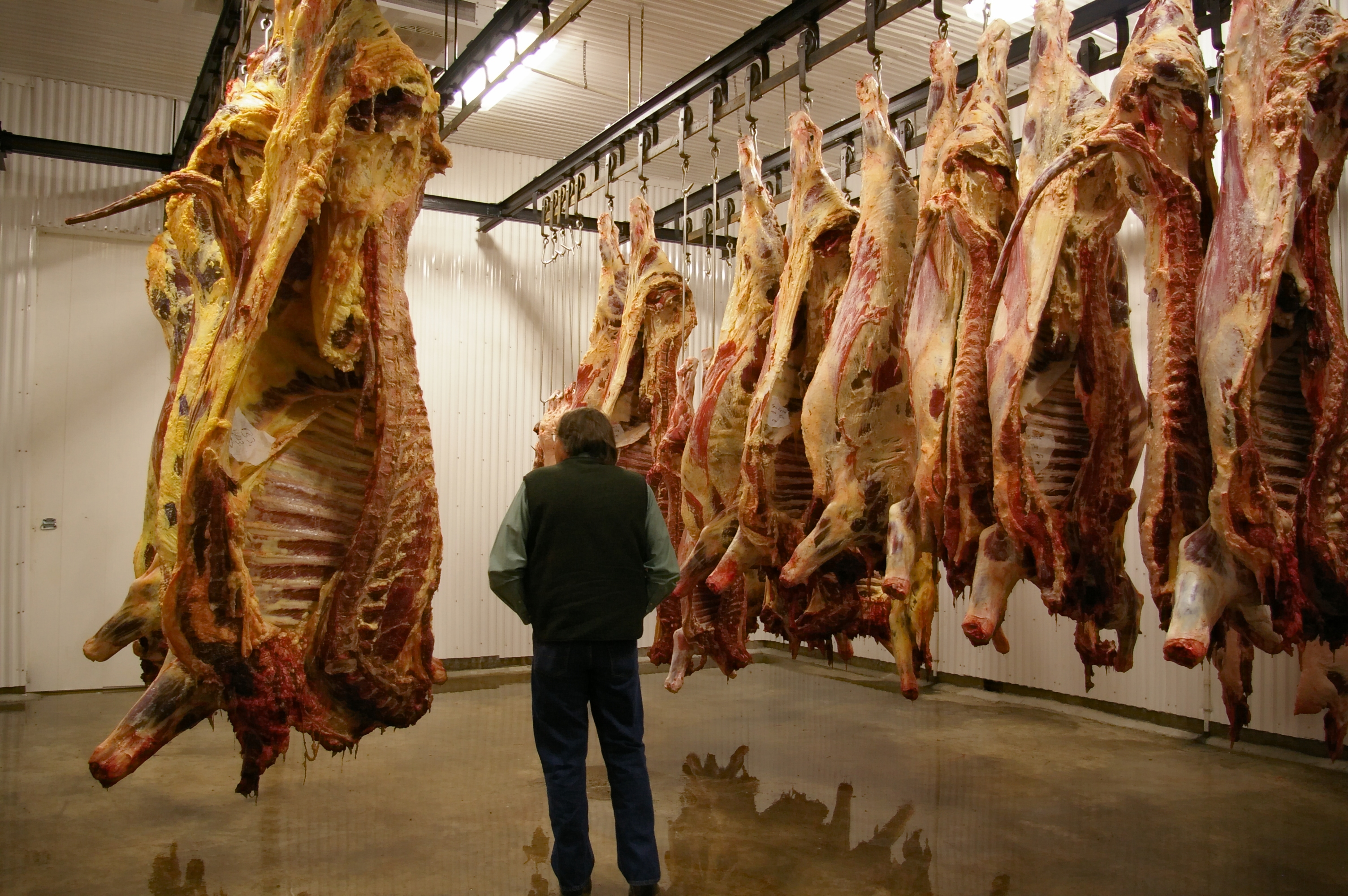
Сухая выдержка говядины.

Выдержка (созревание) мяса в туше или кусками в определённых условиях. Процесс необходимо проводить при влажности 75 % и температуре от 1 до 4 °C (34-40 °F).
Основными целями выдержки мяса являются разрушение мышечных волокон, приобретение более мягкой и однородной текстуры, усиление естественного вкуса мяса без процесса маринования.
Это происходит благодаря ферментативным биохимическим реакциям, в результате которых мышечные волокна разрушаются. Процесс сопровождается испарением влаги и разрушением энзимов, содержащихся в мясе сразу после убоя животного.
Процессу созревания мяса способствуют также некоторые виды грибков, поселяющиеся при этом на поверхности мяса. Эти грибки насыщают мясо своими ферментами, которые активизируются и делают его более сочным и ароматным. Перед приготовлением грибковый слой срезается с мяса.

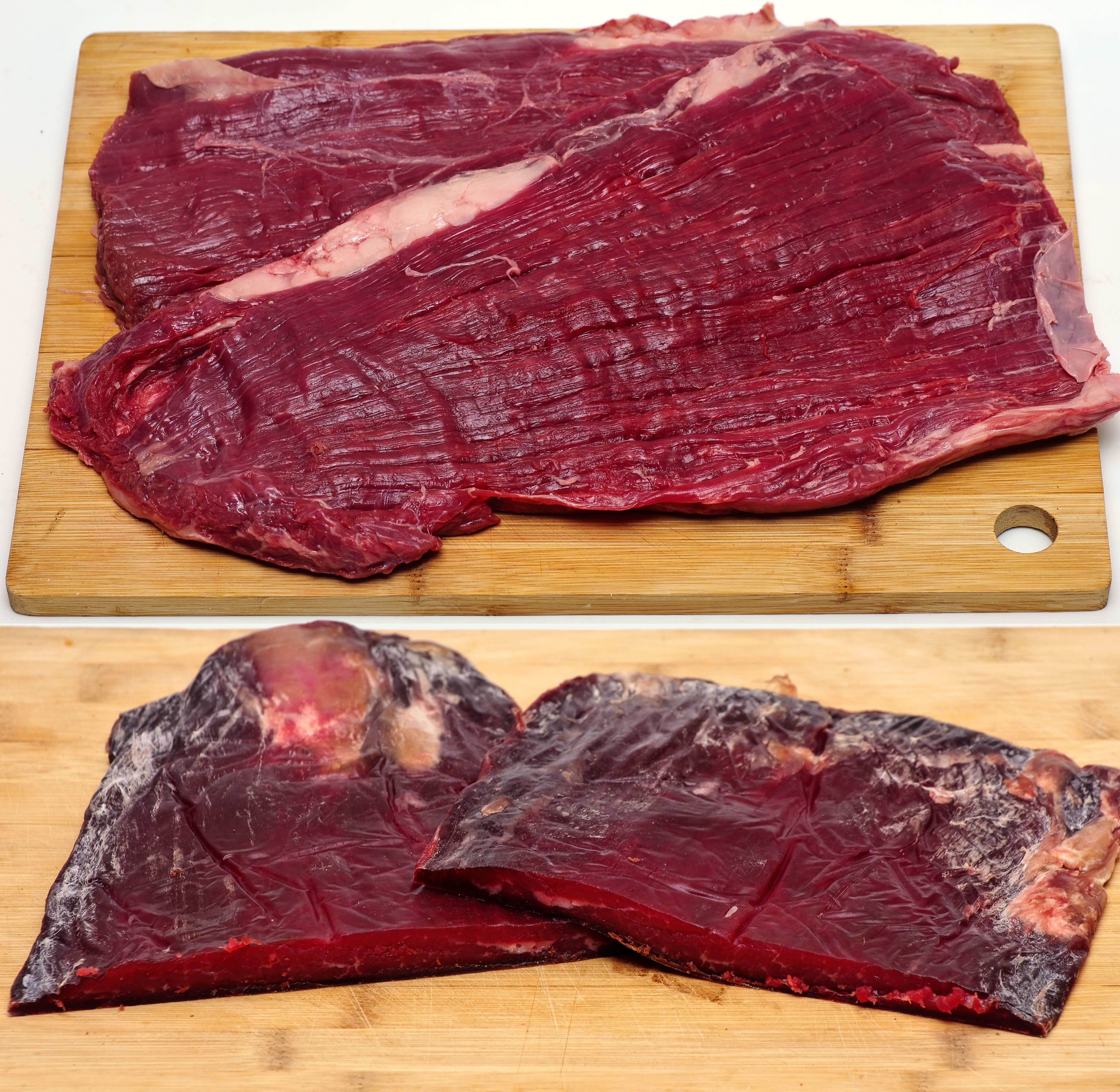
Фланк-стейк до и после месячного сухого созревания

Длительность процесса созревания мяса зависит от температуры хранения и составляет от 15 до 28 суток.
В ресторанах чаще всего встречается мясо 21-дневной выдержки, хотя в странах, где стейк стал практически национальным блюдом, можно заказать мясо 30-, 40-, 60- и 90-дневной выдержки.
Известный на сегодня самый длительный срок выдержки говядины составляет 420 дней, но, по мнению экспертов, это мясо уже больше подходит как ингредиент для блюд, а не отдельное блюдо, поскольку имеет чересчур резкий вкус и аромат.
Недостатки:
- прежде всего, это потеря около 11-30 % веса из-за выветривания влаги из мяса и около 7-20 % веса — из-за образования непригодной к употреблению корочки. Вследствие этого происходит конечное удорожание продукта. Суммарная потеря может составлять до 60 % от первоначального веса;
- необходимость использования специального оборудования и привлечения опытного персонала, следящего за процессом. В стейк-хаусах в таких камерах может выдерживаться до нескольких сот килограммов мяса. На крупных производствах единовременно может ферментироваться несколько десятков тонн продукции;
- тяжело масштабируемое производство при промышленных масштабах, высокая доля ручного труда;
- высокая вероятность порчи продукта при нарушении технологии созревания и предпродажной подготовке стейков;

Достоинства:
- помимо основной задачи — размягчения мяса — многие ценители стейков главным плюсом сухой выдержки считают усиление естественного вкуса и аромата мяса, которое при подаче подчеркивают сливочным маслом, соусами, гарнирами;
- использования прозрачных шкафов для выдержки мяса в зале ресторана является отличным рекламным ходом для привлечения клиентов и прекрасным дизайнерским решением.

## Влажная выдержка

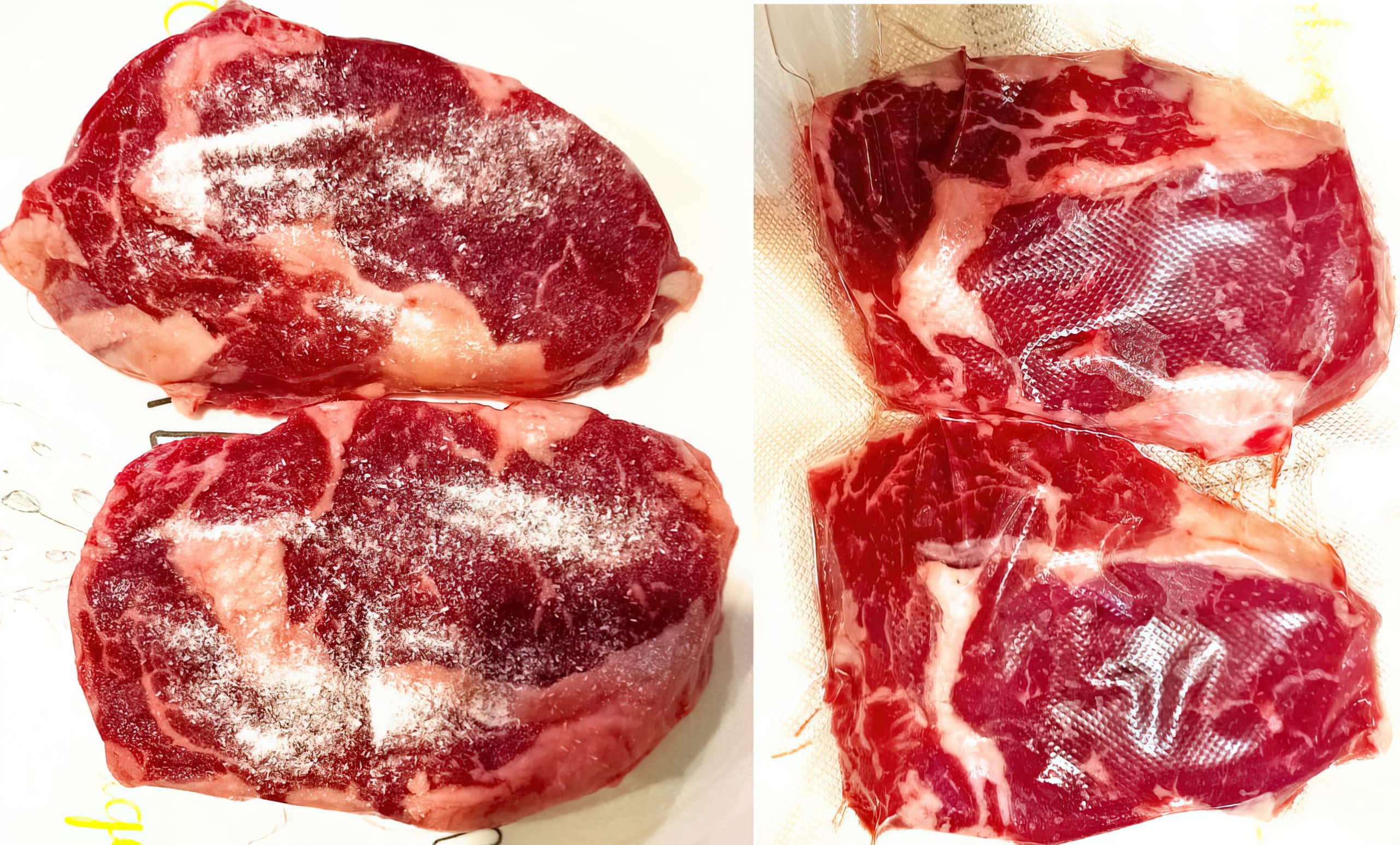
Подготовка антрекота к влажному созреванию, добавлены стартовые культуры

При влажной выдержке говядину помещают в вакуумную упаковку. Это наиболее распространённый способ выдержки мяса в настоящее время, так как в вакууме процесс проходит быстрее и требует меньших затрат и времени (от нескольких дней до недели).
Существует мнение, что мясо после влажной выдержки более сочное, так как в нём сохраняется больше влаги.
Достоинства:
- Антрекот после двух недель влажного созревания

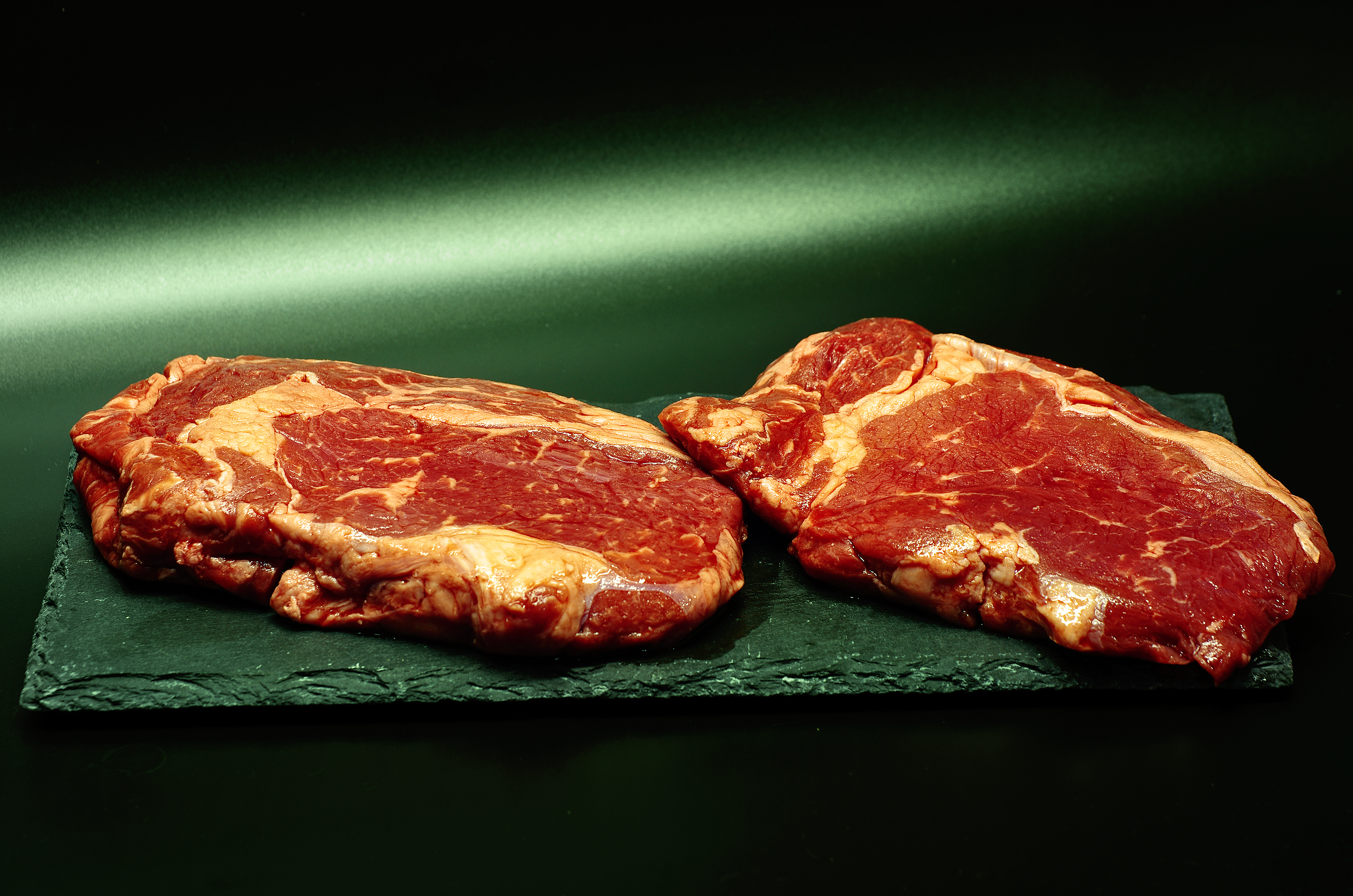
Антрекот после двух недель влажного созревания

- при транспортировке мяса из стран-производителей премиальной мраморной говядины (Аргентина, Новая Зеландия, США) нет необходимости в его заморозке, так как во время транспортировки мясо проводит достаточно долгое время в вакуумной упаковке, благодаря чему получатель может переходить к его приготовлению сразу при получении;
- отсутствуют такие недостатки сухой выдержки, как необходимость использования специального оборудования и персонала;
- способ экономически более выгоден.

Недостатки:
- по мнению экспертов и любителей стейков, мясо имеет менее насыщенный вкус из-за сохранения в нём влаги.

## Комбинированная выдержка
Технология относительно новая и совмещает в себе плюсы обоих вышеописанных способов выдержки мяса. Заключается в использовании специальных вакуумных пакетов, работающих по принципу мембраны, выпуская влагу из пакета наружу и препятствуя доступу воздуха и бактерий к продукту. В результате такой выдержки мясо получает корочку и теряет влагу как при сухой выдержке, при этом для его хранения не требуется специальное оборудование и персонал, достаточно холодильников и специальных вакуумных пакетов.
Недостатки:
- Незначительная потеря веса из-за испарения влаги и удаление непригодной к употреблению корочки.

Достоинства:
- получение мяса для стейков сухой выдержки отличного качества даже в домашних условиях;
- выдержку мяса можно осуществлять в процессе транспортировки;
- отпадает необходимость использования специальных камер, шкафов для выдержки мяса;
- вероятность порчи продукта при неправильной выдержке значительно уменьшается

## Химическая ферментация в газомодифицированной среде
Эту технологию применяют крупные мясокомбинаты при производстве мясных полуфабрикатов в промышленных масштабах. Ничего общего с традиционной ферментацией данный способ не имеет. Отруба помещают либо в камеры со специальными газами, которые создают искусственный эффект ферментации, либо запаивают в вакуумную упаковку с газомодифицированной средой, при этом мясные волокна размягчаются принудительно.
Недостатки:
— несвойственный для ферментированного мяса специфический химический запах, выветриваемый в течение нескольких часов после открытия упаковки;
— отсутствие характерного аромата;
Достоинства:
— цена;
— лёгкость масштабирования.